# قائمة رموز حالة بروتوكول نقل النص الفائق
قائمة رموز حالة بروتوكول نقل النص الفائق وتشمل أيضا معايير الإنترنت (Internet Standard) الموضوعة بواسطة (IETF) والمعايير الأخرى مثل آر إف سي والمواصفات الأخرى وبعض الأكواد الإضافية شائعة الاستخدام، الرقم الأول (First Digit) من كود الحالة (Status Code) يحدد واحد من أحد خمس فئات (Classes) من استجابة (response) ، يجب أن يتعرف جهاز مستقبل إتش تي تي بي (HTTP Client) على هذه الفئات الخمس كحد أدنى، العبارات المستخدمة هي صيغ قياسية ولكن يمكن الزيادة والمد بأي بديل للقراءة البشرية، ما لم ينص على خلاف ذلك، كود الحالة هو جزء من معيار (HTTP/1.1) (RFC 7231).

## أكواد سلسلة الحالة 1
(بالإنجليزية: 1xx Informational) طلبات وردة وعمليات مستمرة.
هذه الفئة (class) من أكواد الحالة تشير إلى استجابة مؤقتة، وتتكون من الحالة status-line ورؤس اختيارية وتنتهي بسطر فارغ .
وحيث أن كود الحالة 1xx لم يعرف بواسطة (HTTP/1.0) فلا يرسل الخادم server أستجابة 1xx إلى جهاز حاسوب العميل client ، الا في حالة الظروف التجريبية .

### 100 استمر
(بالإنجليزية: 100 Continue)

### 101 بروتوكولات التحويل
(بالإنجليزية: 101 Switching Protocols) يسأل الطالب (Requester) الخادم (Server) تبديل البروتوكولات (switch protocols) ويوافق الخادم على القيام بذلك .

### 102 معالجة شبكة توزيع التأليف والإصدارات
(بالإنجليزية: 102 Processing) طلب (Request) ويب داف (WEBDAV، RFC 2518) قد يحتوي على العديد من الطلبات الفرعية (sub-requests) التي تنطوي على عمليات على الملفات (file operations)،

| الشفرة | تلخيص بالعربية   | تلخيص بالانجليزية  | المعنى |
| ------ | ---------------- | ------------------ | --- |
| 100    | متابعة           | Continue           | يشير هذا الرد المؤقت إلى أن كل شيء حتى الآن على ما يرام وأنه يجب على العميل متابعة الطلب ، أو تجاهل الاستجابة إذا كان الطلب قد انتهى بالفعل.        |
| 101    | بروتوكول التحويل | Switching Protocol | يتم إرسال هذا الرمز استجابة لرأس طلب ترقية من العميل ، ويشير إلى البروتوكول الذي ينتقل إليه الخادم.                                                 |
| 102    | معالجة           | Processing         | يشير هذا الرمز إلى أن الخادم قد تلقى الطلب ويقوم بمعالجته ، ولكن لا توجد استجابة متاحة حتى الآن.                                                    |
| 103    | تلميحات مبكرة    | Early Hints        | الغرض الأساسي من رمز الحالة هذا هو استخدامه مع رأس الارتباط ، مما يسمح لوكيل المستخدم ببدء التحميل المسبق للموارد بينما يقوم الخادم بإعداد استجابة. |

## أكواد سلسلة الحالة 2
هذه الفئة من أكواد الحالة تشير إلى أن النشاط المطلوب من جهاز العميل (client) قد تم إستلمه وفهمه وقبوله ومعالجتها بنجاح .

### 200 أوكي
(بالإنجليزية: 200 OK)

### 201 تم الإنشاء
(بالإنجليزية: 201 Created) تم إنجاز الطلب، مما أدى إلى إنشاء مورد جديد.

### 202 مقبول
(بالإنجليزية: 202 Accepted)

### 203 معلومات غير موثوقة (بداية من HTTP / 1.1)
(بالإنجليزية: 203 Non-Authoritative Information (since HTTP/1.1))
| الشفرة | تلخيص بالعربية      | تلخيص بالانجليزية             | المعنى |
| ------ | ------------------- | ----------------------------- | --- |
| 200    | حسنا                | OK                            | نجح الطلب. يعتمد معنى النجاح على طريقة HTTP. |
| 201    | تم إنشاؤها          | Created                       | نجح الطلب وتم إنشاء مورد جديد نتيجة لذلك. هذا هو عادةً الرد المرسل بعد طلبات POST ، أو بعض طلبات PUT. |
| 202    | مقبول               | Accepted                      | تم استلام الطلب ولكن لم يتم البت فيه بعد. إنه غير ملزم ، حيث لا توجد طريقة في HTTP لإرسال استجابة غير متزامنة تشير لاحقًا إلى نتيجة الطلب. الغرض منه هو الحالات التي تتعامل فيها عملية أو خادم آخر مع الطلب ، أو لمعالجة الدُفعات.                                                                    |
| 203    | معلومات غير موثوقة  | Non-Authoritative Information | رمز الاستجابة هذا يعني أن المعلومات الوصفية التي تم إرجاعها ليست هي نفسها تمامًا كما هو متاح من الخادم الأصلي ، ولكن يتم جمعها من نسخة محلية أو نسخة من جهة خارجية. يستخدم هذا في الغالب للمرايا أو النسخ الاحتياطية لمورد آخر. باستثناء تلك الحالة المحددة ، يفضل الرد على "200 OK" على هذه الحالة. |
| 204    | لا يوجد محتوى       | No Content                    | لا يوجد محتوى لإرساله لهذا الطلب ، ولكن قد تكون الرؤوس مفيدة. يجوز لوكيل المستخدم تحديث الرؤوس المخزنة مؤقتًا لهذا المورد برموز جديدة. |
| 205    | إعادة تعيين المحتوى | Reset Content                 | يخبر وكيل المستخدم بإعادة تعيين المستند الذي أرسل هذا الطلب. |

## أكواد سلسلة الحالة 3 إعادة توجيه
(بالإنجليزية: 3xx Redirection)
| الشفرة | تلخيص بالعربية    | تلخيص بالانجليزية  | المعنى |
| ------ | ----------------- | ------------------ | --- |
| 300    | اختيار متعدد      | Multiple Choice    | يحتوي الطلب على أكثر من رد محتمل. يجب على وكيل المستخدم أو المستخدم اختيار أحدهما. (لا توجد طريقة قياسية لاختيار أحد الردود ، ولكن يوصى باستخدام روابط HTML للإمكانيات حتى يتمكن المستخدم من الاختيار.) |
| 301    | منقول بشكل دائم   | Moved Permanently  | تم تغيير عنوان URL للمورد المطلوب بشكل دائم. تم تقديم عنوان URL الجديد في الاستجابة. |
| 302    | موجود             | Foundp             | رمز الاستجابة هذا يعني أنه تم تغيير عنوان URI للمورد المطلوب مؤقتًا. قد يتم إجراء المزيد من التغييرات في URI في المستقبل. لذلك ، يجب استخدام نفس URI بواسطة العميل في الطلبات المستقبلية. |
| 303    | انظر أخرى         | See Other          | أرسل الخادم هذه الاستجابة لتوجيه العميل للحصول على المورد المطلوب في URI آخر مع طلب GET. |
| 304    | غير معدلة         | Not Modified       | يستخدم هذا لأغراض التخزين المؤقت. يخبر العميل أنه لم يتم تعديل الاستجابة ، لذلك يمكن للعميل متابعة استخدام نفس النسخة المخبأة من الاستجابة. |
| 305    | استخدام الوكيل    | Use Proxy          | محدد في إصدار سابق من مواصفات HTTP للإشارة إلى أنه يجب الوصول إلى الاستجابة المطلوبة بواسطة وكيل. تم إهماله بسبب مخاوف أمنية تتعلق بتكوين وكيل داخل النطاق. |
| 306    | غير مستخدم        | unused             | لم يعد رمز الاستجابة هذا مستخدمًا ؛ محجوز فقط. تم استخدامه في إصدار سابق من مواصفات HTTP / 1.1. |
| 307    | إعادة توجيه مؤقتة | Temporary Redirect | يرسل الخادم هذه الاستجابة لتوجيه العميل للحصول على المورد المطلوب في URI آخر بنفس الطريقة التي تم استخدامها في الطلب السابق. يحتوي هذا على نفس الدلالات مثل رمز استجابة HTTP 302 Found ، باستثناء أنه يجب على وكيل المستخدم عدم تغيير طريقة HTTP المستخدمة: إذا تم استخدام POST في الطلب الأول ، فيجب استخدام POST في الطلب الثاني. |
| 308    | إعادة توجيه دائمة | Permanent Redirect | هذا يعني أن المورد موجود الآن بشكل دائم في عنوان URI آخر ، محدد بواسطة عنوان الموقع: استجابة HTTP. هذا له نفس دلالات رمز 301 المنقولة بشكل دائم لرمز استجابة HTTP ، باستثناء أنه يجب على وكيل المستخدم عدم تغيير طريقة HTTP المستخدمة: إذا تم استخدام POST في الطلب الأول ، فيجب استخدام POST في الطلب الثاني.                      |

## أكواد سلسلة الحالة 4
(بالإنجليزية: 4xx Client Error)
| الشفرة | تلخيص بالعربية | تلخيص بالانجليزية | المعنى                                             |
| ------ | -------------- | ----------------- | -------------------------------------------------- |
| 400    | طلب سيّئ        | Bad Request       | تعذر على الخادم فهم الطلب بسبب بناء جملة غير صالح. |

## أكواد سلسلة الحالة 5 خطأ خادوم
(بالإنجليزية: 5xx Server Error)
| الشفرة | تلخيص بالعربية | تلخيص بالانجليزية     | المعنى                                       |
| ------ | -------------- | --------------------- | -------------------------------------------- |
| 500    | خطأ خادم داخلي | Internal Server Error | واجه الخادم حالة لا يعرف كيفية التعامل معها. |

## أكواد غير رسمية
(بالإنجليزية: Unofficial codes)